# Michael Jeffery (manager)
Pour l'homme politique australien, voir Michael Jeffery.
Michael Jeffery est un homme d'affaires britannique né le 13 mars 1933 à Peckham, dans le sud de Londres, et mort le 5 mars 1973 dans la collision aérienne de Nantes.
Il est principalement connu pour avoir été le manager des Animals et de Jimi Hendrix dans les années 1960. Après la mort de Hendrix, en 1970, il supervise la publication des premiers albums posthumes du guitariste. Ce rôle est repris après lui par le producteur Alan Douglas.